# Nancy A. Collins
Nancy A. Collins   (McGehee, 10 de setembre de 1959) és una escriptora estatunidenca amb més de quinze novel·les publicades, quasi totes sobre vampirs, entre les quals destaca el personatge de Sonja Blue; Collins també ha guionitzat còmics del gènere sobrenatural com Swamp Thing, Jason Vs. Leatherface, Predator: Hell Come A Walkin o l'obra pròpia Dhampire: Stillborn.

## Biografia
Nascuda Nancy Averill Collins, fins al 2005 estigué casada amb el cineasta Joe Christ (1957-2009), per al qual feu d'actriu ocasional.
Originària d'Arkansas, Collins es traslladà a Nova Orleans en la dècada del 1980 i, després de viure també a Nova York i Atlanta, es mudà a Wilmington (Carolina del Nord) a les acaballes de la dècada del 2000.

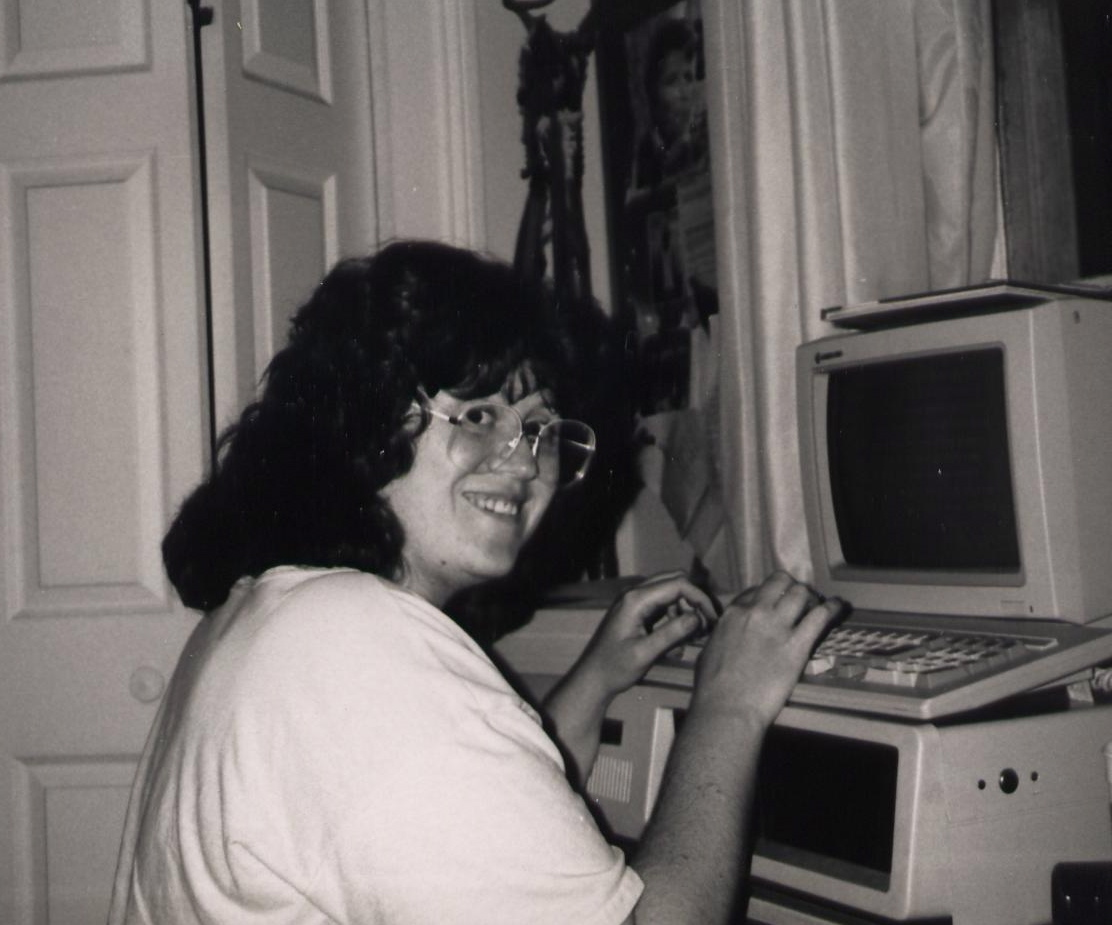
L'ordinador amb el qual escrigué les primeres novel·les a Nova Orleans (c. 1989)
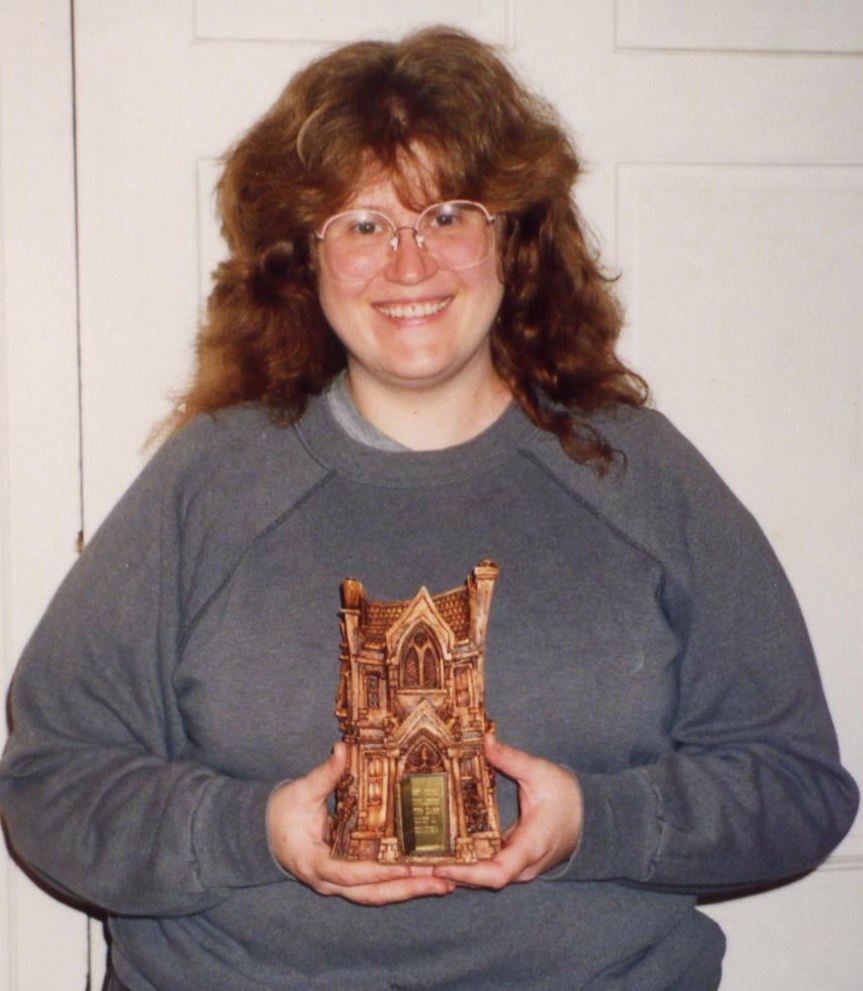
Amb el premi Bram Stoker (c. 1990)
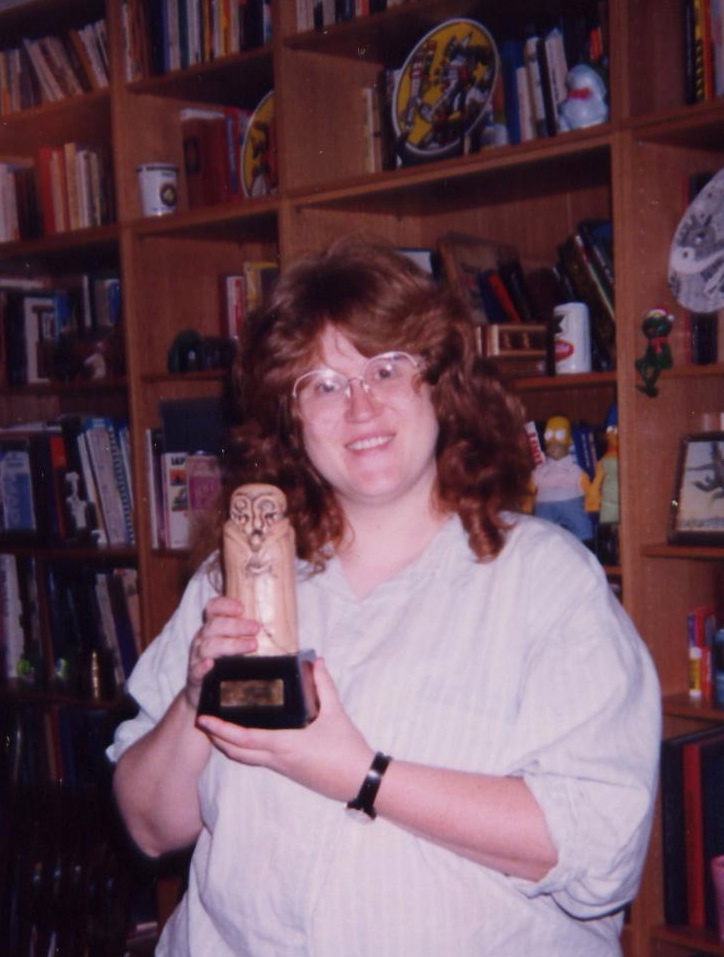
Amb el premi Lovecraft (c. 1990)

Collins publicà la seua primera novel·la, Sunglasses After Dark («ulleres de sol de matinada») el 1989, una història d'éssers supernaturals que es fan passar per humans, pel qual guanyà un premi Bram Stoker:
| «                                                                        | Una variació violenta i eròtica del típic vampir sobrenatural. […] Collins presenta una raça demoníaca anomenada els Impostors, que comprén un tot de subespècies que s'alimenten d'éssers humans. […] Com altres nove·les de vampirs contemporànies, sobretot The Vampire Tapestry, Sunglasses obté la nostra simpatia amb la típica criatura considerada un monstre sanguinolent en demostrar que els éssers humans poden ser culpables de molt més que una dieta peculiar i matar ocasionalment en defensa pròpia. | » |
| — Margaret L. Carter, A Gravedigger's Dozen of Outstanding Vampire Tales | |   |

Després que DC Comics despatxara Rick Veitch com a guioniste i dibuixant de la sèrie Swamp Thing —un títol protagonitzat per un superheroi atípic que el guioniste Alan Moore redefiní com un dels puntals del gènere sobrenatural— per ser massa «subversiu», i que el seu successor (Doug Wheeler) fóra criticat durament pels lectors i les vendes baixaren, DC entrevistà diversos autors de terror i contractà Nancy Collins, la qual treballà en la col·lecció del número 110 al 138 i els anuals 6 i 7, una etapa amb la qual s'inaugurà el segell Vertigo Comics (a partir del 129).
Collins, que llavors vivia a Nova Orleans —la sèrie està ambientada a Houma (Louisiana)— i coneixia el personatge des dels inicis, aprofità la proximitat per a fer un retrat de Louisiana durant la dècada de 1990, amb l'ús de la literatura oral i del folklore local, del francés cajun i la inclusió de personatges secundaris femenins, afroamericans i homosexuals, poc habituals en els còmics majoritaris; de fet, ella va ser la primera dona a guionitzar el personatge, i durant la seua etapa treballà amb artistes com Jan Duursema, Kim DeMulder o Tatjana Wood; i, cap al final del seu contracte, Collins es negà a que dos personatges femenins molt importants moriren, com pretenia l'editorial, i seguí el suggeriment d'Alan Moore per a tancar el seu cicle d'una manera menys macabra.
El 2020, DC publicà els dos anys d'eixa etapa en un volum integral de vora mil pàgines, Swamp Thing by Nancy A. Collins Omnibus, en el qual el personatge es presenta a Governador de Louisiana.